# Анос (село)
Анос (рос. Анос) — село Чемальського району, Республіка Алтай Росії. Входить до складу Аносинського сільського поселення.
Населення — 348 осіб (2015 рік).